# Emerald City
Emerald City – amerykański serial telewizyjny (dramat fantasy), który jest luźną adaptacją powieści Czarnoksiężnik z Krainy Oz autorstwa L. Franka Bauma.
Serial był emitowany od 6 stycznia 2017 roku do 3 marca 2017 roku przez NBC. 5 maja 2017 roku, stacja NBC ogłosiła anulowanie serialu po jednym sezonie.

## Fabuła
Serial skupia się na Dorothy i psie, którzy w wyniku tornada zostają przeniesieni do magicznej krainy. W nowym magicznym świecie trwa wojna o władzę w królestwie, gdzie używana jest magia.

## Obsada
- Adria Arjona jako Dorothy Gale[3]
- Oliver Jackson-Cohen jako Lucas[4]
- Ana Ularu jako West[4]
- Gerran Howell jako Jack[4]
- Vincent D’Onofrio jako The Wizard[5],
- Joely Richardson jako Glinda[6]
- Jordan Loughran jako Tip
- Mido Hamada jako Eamonn
- Florence Kasumba jako The Wicked Witch of the East
- Isabel Lucas jako Anna
- Roxy Sternberg jako Elizabeth
- Gina McKee jako Jane

## Odcinki
| Sezon | Sezon | Odcinki | Oryginalna emisja NBC | Oryginalna emisja NBC | Oryginalna emisja | Oryginalna emisja | Oryginalna emisja |
| Sezon | Sezon | Odcinki | Premiera sezonu       | Finał sezonu          | Premiera sezonu   | Finał sezonu      |                   |
| ----- | ----- | ------- | --------------------- | --------------------- | ----------------- | ----------------- | ----------------- |
|       | 1     | 10      | 6 stycznia 2017       | 3 marca 2017          | —                 | —                 |                   |

## Sezon 1 (2017)
| #  | Tytuł                     | Reżyseria    | Scenariusz                                    | Premiera NBC     | Premiera |
| -- | ------------------------- | ------------ | --------------------------------------------- | ---------------- | -------- |
| 1  | The Beast Forever         | Tarsem Singh | Matthew Arnold, David Schulner                | 6 stycznia 2017  |          |
| 2  | Prison of the Abject      | Tarsem Singh | Matthew Arnold, David Schulner                | 6 stycznia 2017  |          |
| 3  | Mistress-New-Mistress     | Tarsem Singh | Justin Doble, Nichole Beattie, David Schulner | 13 stycznia 2017 |          |
| 4  | Science and Magic         | Tarsem Singh | Sheri Holman, Shaun Cassidy                   | 20 stycznia 2017 |          |
| 5  | Everybody Lies            | Tarsem Singh | Halley Gross, Naomi Hisako Izuka              | 27 stycznia 2017 |          |
| 6  | Beautiful Wickedness      | Tarsem Singh | Leah Fong, Kelly Sue DeConnick                | 3 lutego 2017    |          |
| 7  | They Came First           | Tarsem Singh | Tracy Bellomo                                 | 10 lutego 2017   |          |
| 8  | Lions in Winter           | Tarsem Singh | Shaun Cassidy                                 | 17 lutego 2017   |          |
| 9  | The Villain That's Become | Tarsem Singh | Tracy Bellomo                                 | 24 lutego 2017   |          |
| 10 | No Place Like Home        | Tarsem Singh | Josh Carlebach, David Schulner                | 3 marca 2017     |          |

## Produkcja
7 maja 2014 roku NBC zamówiła serial na sezon telewizyjny 2014/15, ale został anulowany przez NBC.
16 kwietnia 2015 roku projekt serialu został wskrzeszony przez NBC, która zamówiła ponownie pierwszy sezon z nowym scenarzystą.
19 czerwca 2015 ogłoszono, że główną rolę zagra Adria Arjona.
27 lipca 2015 roku Jackson Cohen, Ana Ularu i Gerran Howell dołączyli do "Emerald City".
22 października 2015 roku Vincent D'Onofrio, znany z serialu Daredevil, dołączył do obsady.
8 grudnia 2015 ogłoszono, że Joely Richardson dołączyła do projektu i wcieliła się w rolę dobrej czarownicy, Glindy.